# Scapochariesthes nigroapicipennis
Scapochariesthes nigroapicipennis là một loài bọ cánh cứng trong họ Cerambycidae.